# Wembley Championships
Il Wembley Championships è stato un torneo di tennis giocato dal 1934 al 1990. Era considerato uno dei tornei del Grande Slam professionistico dal 1927 al 1967 fino all'avvento dell'Era Open. Si giocava nella Wembley Arena.
Prima dell'Era open, il Wembley Championships era considerato uno dei più importanti tornei professionistici, insieme  allo U.S. Pro Tennis Championships e al French Professional Championship. Fino al 1967 era considerato il campionato mondiale dei tennisti professionisti.
Tabellone sono disponibili 1934 al 1967.

## Nome
Il Wembley championships era ufficialmente chiamato Wembley Professional Championships fino al 1950. Poi venne chiamato London Indoor Professional Championships dal 1951 al 1967. Nel 1968 Kramer Tournament of Champions. dal 1969 al 1971 British Covered Court Championships. Infine "Benson & Hedges Tournament" a partire dal 1976.

## Albo d'oro

### Singolare
| Anno                 | Vincitore                               | Finalista                               | Punteggio                               | Nome                                     | Superficie                              |
| -------------------- | --------------------------------------- | --------------------------------------- | --------------------------------------- | ---------------------------------------- | --------------------------------------- |
| Era professionistica |                                         |                                         |                                         |                                          |                                         |
| 1934                 | Ellsworth Vines                         | Hans Nüsslein                           | round robin                             | Wembley Professional Championships       | Parquet indoor                          |
| 1935                 | Ellsworth Vines                         | Bill Tilden                             | 6-1, 6-3, 5-7, 3-6, 6-3                 | Wembley Professional Championships       | Parquet indoor                          |
| 1936                 | Ellsworth Vines                         | Hans Nüsslein                           | 6-4, 6-4, 6-2                           | Wembley Professional Championships       | Parquet indoor                          |
| 1937                 | Hans Nüsslein                           | Bill Tilden                             | 6-3, 3-6, 6-3, 2-6, 6-2                 | Wembley Professional Championships       | Parquet indoor                          |
| 1938                 | Hans Nüsslein                           | Bill Tilden                             | 7-5, 3-6, 6-3, 3-6, 6-2                 | Wembley Professional Championships       | Parquet indoor                          |
| 1939                 | Don Budge                               | Hans Nüsslein                           | round robin                             | Wembley Professional Championships       | Parquet indoor                          |
| 1940                 | non disputato - Seconda guerra mondiale | non disputato - Seconda guerra mondiale | non disputato - Seconda guerra mondiale | non disputato - Seconda guerra mondiale  | non disputato - Seconda guerra mondiale |
| 1941                 | non disputato - Seconda guerra mondiale | non disputato - Seconda guerra mondiale | non disputato - Seconda guerra mondiale | non disputato - Seconda guerra mondiale  | non disputato - Seconda guerra mondiale |
| 1942                 | non disputato - Seconda guerra mondiale | non disputato - Seconda guerra mondiale | non disputato - Seconda guerra mondiale | non disputato - Seconda guerra mondiale  | non disputato - Seconda guerra mondiale |
| 1943                 | non disputato - Seconda guerra mondiale | non disputato - Seconda guerra mondiale | non disputato - Seconda guerra mondiale | non disputato - Seconda guerra mondiale  | non disputato - Seconda guerra mondiale |
| 1944                 | non disputato - Seconda guerra mondiale | non disputato - Seconda guerra mondiale | non disputato - Seconda guerra mondiale | non disputato - Seconda guerra mondiale  | non disputato - Seconda guerra mondiale |
| 1945                 | non disputato - Seconda guerra mondiale | non disputato - Seconda guerra mondiale | non disputato - Seconda guerra mondiale | non disputato - Seconda guerra mondiale  | non disputato - Seconda guerra mondiale |
| 1946                 | non disputato                           | non disputato                           | non disputato                           | non disputato                            | non disputato                           |
| 1947                 | non disputato                           | non disputato                           | non disputato                           | non disputato                            | non disputato                           |
| 1948                 | non disputato                           | non disputato                           | non disputato                           | non disputato                            | non disputato                           |
| 1949                 | Jack Kramer                             | Bobby Riggs                             | 2-6, 6-4, 6-3, 6-4                      | Wembley Professional Championships       | Parquet indoor                          |
| 1950                 | Pancho Gonzales                         | Welby Van Horn                          | 6-3, 6-3, 6-2                           | Wembley Professional Championships       | Parquet indoor                          |
| 1951                 | Pancho Gonzales                         | Pancho Segura                           | 6-2, 6-2, 2-6, 6-4                      | London Indoor Professional Championships | Parquet indoor                          |
| 1952                 | Pancho Gonzales                         | Jack Kramer                             | 3-6, 3-6, 6-2, 6-4, 7-5                 | London Indoor Professional Championships | Parquet indoor                          |
| 1953                 | Frank Sedgman                           | Pancho Gonzales                         | 6-1, 6-2, 6-2                           | London Indoor Professional Championships | Parquet indoor                          |
| 1954                 | non disputato                           | non disputato                           | non disputato                           | non disputato                            | non disputato                           |
| 1955                 | non disputato                           | non disputato                           | non disputato                           | non disputato                            | non disputato                           |
| 1956                 | Pancho Gonzales                         | Frank Sedgman                           | 4-6, 11-9, 11-9, 9-7                    | London Indoor Professional Championships | Parquet indoor                          |
| 1957                 | Ken Rosewall                            | Pancho Segura                           | 1-6, 6-3, 6-4, 3-6, 6-4                 | London Indoor Professional Championships | Parquet indoor                          |
| 1958                 | Frank Sedgman                           | Tony Trabert                            | 6-4, 6-3, 6-4                           | London Indoor Professional Championships | Parquet indoor                          |
| 1959                 | Malcolm Anderson                        | Pancho Segura                           | 4-6, 6-4, 3-6, 6-3, 8-6                 | London Indoor Professional Championships | Parquet indoor                          |
| 1960                 | Ken Rosewall                            | Pancho Segura                           | 5-7, 8-6, 6-1, 6-3                      | London Indoor Professional Championships | Parquet indoor                          |
| 1961                 | Ken Rosewall                            | Lew Hoad                                | 6-3, 3-6, 6-2, 6-3                      | London Indoor Professional Championships | Parquet indoor                          |
| 1962                 | Ken Rosewall                            | Lew Hoad                                | 6-4, 5-7, 15-13, 7-5                    | London Indoor Professional Championships | Parquet indoor                          |
| 1963                 | Ken Rosewall                            | Lew Hoad                                | 6-4, 6-2, 4-6, 6-3                      | London Indoor Professional Championships | Parquet indoor                          |
| 1964                 | Rod Laver                               | Ken Rosewall                            | 7-5, 4-6, 5-7, 8-6, 8-6                 | London Indoor Professional Championships | Parquet indoor                          |
| 1965                 | Rod Laver                               | Andrés Gimeno                           | 6-2, 6-3, 6-4                           | London Indoor Professional Championships | Parquet indoor                          |
| 1966                 | Rod Laver                               | Ken Rosewall                            | 6-2, 6-2, 6-3                           | London Indoor Professional Championships | Parquet indoor                          |
| 1967                 | Rod Laver                               | Ken Rosewall                            | 2-6, 6-1, 1-6, 8-6, 6-2                 | London Indoor Professional Championships | Parquet indoor                          |
| Era Open             |                                         |                                         |                                         |                                          |                                         |
| 1968                 | Ken Rosewall                            | John Newcombe                           | 6-4, 4-6, 7-5, 6-4                      | Kramer Tournament of Champions           | Sintetico indoor                        |
| 1969                 | Rod Laver                               | Tony Roche                              | 6-4, 6-1, 6-3                           | British Covered Court Championships      | Sintetico indoor                        |
| 1970                 | Rod Laver                               | Cliff Richey                            | 6-3, 6-4, 7-5                           | British Covered Court Championships      | Sintetico indoor                        |
| 1971                 | Rod Laver                               | Ilie Năstase                            | 3-6, 6-3, 3-6, 6-4, 6-4                 | British Covered Court Championships      | Sintetico indoor                        |
| 1972                 | non disputato                           | non disputato                           | non disputato                           | non disputato                            | non disputato                           |
| 1973                 | non disputato                           | non disputato                           | non disputato                           | non disputato                            | non disputato                           |
| 1974                 | non disputato                           | non disputato                           | non disputato                           | non disputato                            | non disputato                           |
| 1975                 | non disputato                           | non disputato                           | non disputato                           | non disputato                            | non disputato                           |
| 1976                 | Jimmy Connors                           | Roscoe Tanner                           | 3-6, 7-6, 6-4                           | Benson & Hedges Tournament               | Sintetico indoor                        |
| 1977                 | Björn Borg                              | John Lloyd                              | 6-4, 6-4, 6-3                           | Benson & Hedges Tournament               | Sintetico indoor                        |
| 1978                 | John McEnroe                            | Tim Gullikson                           | 6-7, 6-4, 7-6, 6-2                      | Benson & Hedges Tournament               | Sintetico indoor                        |
| 1979                 | John McEnroe                            | Harold Solomon                          | 6-3, 6-4, 7-5                           | Benson & Hedges Tournament               | Sintetico indoor                        |
| 1980                 | John McEnroe                            | Gene Mayer                              | 6-4, 6-3, 6-3                           | Benson & Hedges Tournament               | Sintetico indoor                        |
| 1981                 | Jimmy Connors                           | John McEnroe                            | 3-6, 2-6, 6-3, 6-4, 6-2                 | Benson & Hedges Tournament               | Sintetico indoor                        |
| 1982                 | John McEnroe                            | Brian Gottfried                         | 6-3, 6-2, 6-4                           | Benson & Hedges Tournament               | Sintetico indoor                        |
| 1983                 | John McEnroe                            | Jimmy Connors                           | 7-5, 6-1, 6-4                           | Benson & Hedges Tournament               | Sintetico indoor                        |
| 1984                 | Ivan Lendl                              | Andrés Gómez                            | 7-6, 6-2, 6-1                           | Benson & Hedges Tournament               | Sintetico indoor                        |
| 1985                 | Ivan Lendl                              | Boris Becker                            | 6-7, 6-3, 4-6, 6-4, 6-4                 | Benson & Hedges Tournament               | Sintetico indoor                        |
| 1986                 | Yannick Noah                            | Jonas Svensson                          | 6-2, 6-3, 6-7, 4-6, 7-5                 | Benson & Hedges Tournament               | Sintetico indoor                        |
| 1987                 | Ivan Lendl                              | Anders Järryd                           | 6-3, 6-2, 7-5                           | Benson & Hedges Tournament               | Sintetico indoor                        |
| 1988                 | Jakob Hlasek                            | Jonas Svensson                          | 6-7, 3-6, 6-4, 6-0, 7-5                 | Benson & Hedges Tournament               | Sintetico indoor                        |
| 1989                 | Michael Chang                           | Guy Forget                              | 6-2, 6-1, 6-1                           | Benson & Hedges Tournament               | Sintetico indoor                        |
| 1990                 | Jakob Hlasek                            | Michael Chang                           | 7-6, 6-3                                | Benson & Hedges Tournament               | Sintetico indoor                        |

### Doppio
| 1934      | Non disputato                 |                                   |               |               |               |
| 1935      | Ellsworth Vines Bill Tilden   |                                   |               |               |               |
| 1936      | Ellsworth Vines Bill Tilden   |                                   |               |               |               |
| 1937      | Henri Cochet Bill Tilden      |                                   |               |               |               |
| 1938      | Ellsworth Vines Bill Tilden   |                                   |               |               |               |
| 1939      | Don Budge Hans Nüsslein       | Ellsworth Vines Bill Tilden       |               |               |               |
| 1940-1947 | non disputato                 | non disputato                     | non disputato | non disputato | non disputato |
| 1948      | Don Budge Fred Perry          |                                   |               |               |               |
| 1949      | Don Budge Fred Perry          |                                   |               |               |               |
| 1950      | Don Budge Pancho Gonzales     |                                   |               |               |               |
| 1951      | Pancho Gonzales Pancho Segura |                                   |               |               |               |
| 1952      | Pancho Gonzales Pancho Segura |                                   |               |               |               |
| 1953      | Don Budge Frank Sedgman       |                                   |               |               |               |
| 1954      | non disputato                 | non disputato                     | non disputato | non disputato | non disputato |
| 1955      | non disputato                 | non disputato                     | non disputato | non disputato | non disputato |
| 1956      | Pancho Gonzales Tony Trabert  |                                   |               |               |               |
| 1957      | Ken Rosewall Lew Hoad         |                                   |               |               |               |
| 1958      | Pancho Gonzales Ken Rosewall  |                                   |               |               |               |
| 1959      | Tony Trabert Lew Hoad         |                                   |               |               |               |
| 1960      | Ken Rosewall Frank Sedgman    |                                   |               |               |               |
| 1961      | Ken Rosewall Lew Hoad         |                                   |               |               |               |
| 1962      | Ken Rosewall Lew Hoad         |                                   |               |               |               |
| 1963      | Alex Olmedo Frank Sedgman     |                                   |               |               |               |
| 1964      | Ken Rosewall Lew Hoad         |                                   |               |               |               |
| 1965      | Earl Buchholz Rod Laver       |                                   |               |               |               |
| 1966      | Ken Rosewall Lew Hoad         |                                   |               |               |               |
| 1967      | Rod Laver Andrés Gimeno       |                                   |               |               |               |
| 1968      | John Newcombe Tony Roche      |                                   |               |               |               |
| 1969      | John Newcombe Tony Roche      |                                   |               |               |               |
| 1970      | Ken Rosewall Stan Smith       | Ilie Năstase Ion Țiriac           | 6-4 6-3 6-2   |               |               |
| 1971      | Bob Hewitt Frew McMillan      | Bill Bowrey Owen Davinson         | 7-5 9-7 6-2   |               |               |
| 1972-1975 | Non disputato                 |                                   |               |               |               |
| 1976      | Stan Smith Roscoe Tanner      | Wojciech Fibak Brian Gottfried    | 7-6, 6-3      |               |               |
| 1977      | Sandy Mayer Frew McMillan     | Brian Gottfried Raúl Ramírez      | 6-3, 7-6      |               |               |
| 1978      | Non disputato                 |                                   |               |               |               |
| 1979      | Peter Fleming John McEnroe    | Tomáš Šmíd Stan Smith             | 6-2, 6-3      |               |               |
| 1980      | Peter Fleming John McEnroe    | Bill Scanlon Eliot Teltscher      | 7-5, 6-3      |               |               |
| 1981      | Sherwood Stewart Ferdi Taygan | Peter Fleming John McEnroe        | 7-5, 6-7, 6-4 |               |               |
| 1982      | Peter Fleming John McEnroe    | Heinz Günthardt Tomáš Šmíd        | 7-6, 6-4      |               |               |
| 1983      | Peter Fleming John McEnroe    | Steve Denton Sherwood Stewart     | 6-3, 6-4      |               |               |
| 1984      | Andrés Gómez Ivan Lendl       | Pavel Složil Tomáš Šmíd           | 6-2, 6-2      |               |               |
| 1985      | Anders Järryd Guy Forget      | Boris Becker Slobodan Živojinović | 7-5, 4-6, 7-5 |               |               |
| 1986      | John McEnroe Peter Fleming    | Sherwood Stewart Kim Warwick      | 3-6, 7-6, 6-2 |               |               |
| 1987      | Miloslav Mečíř Tomáš Šmíd     | Ken Flach Robert Seguso           | 7-5, 6-4      |               |               |
| 1988      | Ken Flach Robert Seguso       | Marty Davis Brad Drewett          | 7-5, 6-2      |               |               |
| 1989      | Jakob Hlasek John McEnroe     | Jeremy Bates Kevin Curren         | 6–1, 7–6      |               |               |
| 1990      | Jim Grabb Patrick McEnroe     | Rick Leach Jim Pugh               | 7-6, 4-6, 6-3 |               |               |